# Керешсег
Керешсег (мађ. Körösszeg, рум. Cheresig) је насеље у Румунији, Општини Тоболиу, округ Бихор.

## Локација
Налази се 20 км југозападно од Орадее, на левој обали реке Себес-Корос, близу границе. Припада Вотершану. У близини села завршава се мађарска железничка пруга Керешнађхаршањ – Весте – Ђома, која прелази румунску границу. Од Орадее до овде се може ићи шином, али нису више у финкцији према Мађарској. Путна веза до Короснагихарсаниа је у реконструкцији. 

## Историја
У средњем веку село се звало и село Свете Катарине (Szent Katalin Asszonyfalva), а замак се звао и Катаринин дворац. Насеље се први пут помиње 1291. године као „Керуш Зег”. Дворац је саграђен након најезде Татара и први пут се помиње 1289. године као посед „Беке из рода Борша”. У овом дворцу су убили Ладислав IV Куманца 10. јула 1290. године. Године 1514. напали су га и крсташи али га нису могли заузети. Опустошили су га хајдуци почетком 17. века и од тада није обнављан. Данас стоји само стара кула, која је некада била резиденцијална кула замка. Године 1910. место је имало је 1.443 становника, од којих су 126 били Мађари, 1.311 Румуни и 6 других националности. У 2002. години, од 1.090 становника, 19 су били Мађари, 966 Румуни, 1 Немац, 102 Рома и 104 друге националности.
До Тријанонског уговора, округ Бихор је припадао округу Чефај. 